# 江户盗贼团五叶
《江戶盜賊團五葉》（日语：さらい屋 五葉）是日本漫畫家小野夏芽所繪的日本漫畫作品。於小學館發行的漫畫雜誌《月刊IKKI》從2006年1月號到2010年9月號期間進行連載。單行本全8卷。
改編電視動畫從2010年4月起於noitaminA上播出。全12話。

## 剧情简介
主人公秋津政之助是一个浪人。他害怕见到生人，很容易紧张和说错话，所以丢掉了好不容易找到的工作。因为剑法不错，所以被美男子弥一雇用为保镖。没想到弥一其实是从事诱拐绑架活动的组织“五叶”的头领。因为家里需要用钱，政之助无法辞掉这份工作。

## 登場人物
秋津政之助（聲：浪川大輔）
主人公。「五叶」团的一人。有着相当的身高，但是有点猫背。
由于有着在人面前过于害羞的问题性格，而被藩主放假，为了锻炼自己而来到江户的浪人。虽然剑法很好对工作也很认真，但是由于性格的问题而很快被开除了。
平时的样子看上去并不像一个武士，而像個软弱的老好人。不过也因此受到小孩们的欢迎。
在弥一全力的推荐下，加入到了「五叶」团中。由于老家的弟弟借了债，而没法辞掉这份工作。不过也因此逐渐找到了属于自己的地方，并且成长了起来。
彌一（聲：櫻井孝宏）
「五葉」的首領，通稱阿一。謎般的男人。
因為對政之助感興趣而將他拉為「五葉」的一員。
阿竹（聲：大浦冬華）
「五葉」團的其中一人，也是唯一的女團員。與其他團員之間都相處得很好。
青樓出身，面容姣好，身材窈窕。是團員中最早與彌一認識的。「五葉」的團名也是阿竹取的。
梅造（聲：高塚正也）
「五葉」團的一員。身材高大，雖常口出惡言，卻是標準的刀子口豆腐心。
與女兒阿絹一起經營一間小料理店，平時「五葉」團員們也都會在此聚首。
松吉（聲：內田夕夜）
「五葉」團的一員。身手靈活，負責打探消息及跟蹤、監視等工作。
原本是獨來獨往的盜賊，一次機緣下被彌一搭救，為報恩而加入「五葉」。平時的工作是飾品工匠。
阿絹（聲：高梁碧）
梅造的女兒，與父親一起經營一家小料理店。性格大方開朗，是店裡的開心果。
「五葉」成立的契機。並未加入「五葉」，雖隱約知道他們的作為，但並不過問。
佛之宗次（聲：寶龜克壽）
通稱隱居老人（ご隠居）。與梅造是舊識。
八木平左衛門（聲：木下浩之）
幸（聲：山県さとみ）
秋津政之助的妹妹。因在家鄉被強迫相親，故離家出走到江戶找大哥政之助。
仁（聲：西凜太朗）

## 出版書籍
| 卷數 | 小學館         | 小學館                 | 台灣東販       | 台灣東販               |
| 卷數 | 發售日期       | ISBN                   | 發售日期       | ISBN                   |
| ---- | -------------- | ---------------------- | -------------- | ---------------------- |
| 1    | 2006年7月28日  | ISBN 978-4-09-188326-1 | 2008年4月30日  | ISBN 978-986-176-605-8 |
| 2    | 2007年2月28日  | ISBN 978-4-09-188352-0 | 2008年7月26日  | ISBN 978-986-176-638-6 |
| 3    | 2007年8月30日  | ISBN 978-4-09-188370-4 | 2008年11月18日 | ISBN 978-986-176-717-8 |
| 4    | 2008年4月26日  | ISBN 978-4-09-188415-2 | 2009年1月16日  | ISBN 978-986-176-818-2 |
| 5    | 2008年11月28日 | ISBN 978-4-09-188428-2 | 2010年4月16日  | ISBN 978-986-251-175-6 |
| 6    | 2009年4月30日  | ISBN 978-4-09-188464-0 | 2010年7月20日  | ISBN 978-986-251-232-6 |
| 7    | 2010年2月25日  | ISBN 978-4-09-188499-2 | 2010年11月23日 | ISBN 978-986-251-296-8 |
| 8    | 2010年9月30日  | ISBN 978-4-09-188529-6 | 2011年5月20日  | ISBN 978-986-251-456-6 |

## 電視動畫

### 工作人員
- 原作 - 小野夏芽（月刊IKKI／小学館刊）
- 監督、系列構成、腳本、音響監督 - 望月智充
- 人物設計- 中澤一登
- 總作畫監督 - 山下喜光
- 美術 - 佐藤正浩、渡辺三千恵
- 色指定：磯部知子
- 日用品設定 - 常木志伸
- 色彩設計 - 一瀬美代子
- 攝影監督 - 山田和弘
- 編集 - 長坂智樹
- 音響效果：加藤昭二、古宮理惠
- 音響製作擔當：立石彌生
- 特殊效果監修：谷口久美子
- 錄音調整：川口珠代
- 製作進行：上川和也
- 設定製作：川越一信
- 音樂 - 小西香葉・近藤由紀夫（MOKA☆）
- 製作人 - 河内山隆、河本紗知、木村誠
- 動畫製作 - Manglobe
- 製作 - 五葉之屋製作委員會（MEDIA FACTORY、富士電視台、電通、小學館、Movic、Manglobe）

### 主題曲
片頭曲「Sign of Love」
作詞 - immi / 作曲 - immi、Masao"N.A.I.D"Nisugi / 編曲 - Masao"N.A.I.D"Nisugi / 歌 - immi
片尾曲「all I need is...」
作詞・作曲 - Rake / 編曲 - Rake、MACK / 歌 - Rake

### 各話列表
| 話數     | 日文標題 | 中文標題       | 分鏡       | 演出       | 作畫監督            | 預告         |
| -------- | -------- | -------------- | ---------- | ---------- | ------------------- | ------------ |
| 第一話   |          | 虛有其表       | 望月智充   | 望月智充   | 中澤一登 山下喜光   | 彌一         |
| 第二話   |          | 請你抱我       | 宮地昌幸   | 曽我準     | 小森秀人            | 梅造         |
| 第三話   |          | 越陷越深       | 加瀨充子   | 小林浩輔   | 岡田万衣子          | 八木         |
| 第四話   |          | 毫無分寸       | 出合小都美 | 出合小都美 | 坂本千代子          | 阿絹         |
| 第五話   |          | 船到橋頭自然直 | 矢野雄一郎 | 矢野雄一郎 | 末永宏一            | 大姐         |
| 第六話   |          | 何等榮幸       | 岡佳広     | 岡佳広     | さとう陽            | 隱居者       |
| 第七話   |          | 實不知趣       | 龜井幹太   | 神保昌登   | 堀内博之            | 政之助       |
| 第八話   |          | 兩位恩人       | 木村隆一   | 木村隆一   | 松井啓一郎          | 松吉         |
| 第九話   |          | 前來相救       | 山川吉樹   | 曽我準     | 追崎史敏            | 幸           |
| 第十話   |          | 骯髒的野貓     | 加瀬充子   | 小林浩輔   | 岡田万衣子          | 仁           |
| 第十一話 |          | 在下失禮了     | 宮地昌幸   | 出合小都美 | 小森秀人 坂本千代子 | 政長屋內的貓 |
| 第十二話 |          | 搖搖欲墜       | 望月智充   | 望月智充   | 山下喜光            | -            |

### 播放電視台
| 播放地球   | 播放電視台    | 播放日期                  | 播放時間                      | 播放系列           | 備註                          |
| ---------- | ------------- | ------------------------- | ----------------------------- | ------------------ | ----------------------------- |
| 關東廣域圈 | 富士電視台    | 2010年4月15日 - 7月1日    | 星期四 25:15 - 25:45          | 富士電視台系列     | 製作委員會參加 Noitamina第2部 |
| 近畿廣域圈 | 關西電視台    | 2010年4月20日 - 7月6日    | 星期二 25:59 - 26:29          | 富士電視台系列     | アニメわ〜く!第2部            |
| 中京廣域圈 | 東海電視台    | 2010年4月22日 - 7月8日    | 星期四 26:45 - 27:15          | 富士電視台系列     |                               |
| 日本全域   | BS富士        | 2010年5月1日 - 8月7日     | 星期六 25:30 - 26:00          | BS技術放送         | Noitamina第2部                |
| 熊本縣     | 熊本電視台    | 2010年5月3日 - 7月19日    | 星期一 26:10 - 26:40          | 富士電視台系列     |                               |
| 佐賀縣     | 佐賀電視台    | 2010年7月15日 - 10月7日   | 星期四 24:45 - 25:15          | 富士電視台系列     |                               |
| 日本全域   | 富士電視台TWO | 2011年5月10日 - 6月14日   | 星期二 18:00 - 19:00          | CS放送             | 連續播出2話、有重播           |
| 日本全域   | ANIMAX        | 2012年12月10日 - 12月25日 | 星期一 - 星期五 21:30 - 22:00 | 動畫專門 BS/CS放送 | 有重播                        |
| 日本全域   | WOWOW         | 2015年6月12日             | 星期五 25:00 - 30:00          | BS放送             | 全話一次放送                  |

## 廣播劇CD
江戶盜賊團五葉 廣播劇CD
動畫播放結束之後於2010年10月22日由Frontier Works所發售的周邊商品。

## 外部連結
- IKKI官方網站 イキパラ
- .   [2010-04-16]. （原始内容存档于2011-04-30）. - 最後更新於2010年12月21日。
- .   [2018-08-10]. （原始内容存档于2010-04-25）.
- 行き場ないのは本当に不安？　アニメで描く時代の闇 【前編】 （页面存档备份，存于）